# Emiliano Goessens
Emiliano Jorge Goessens Lerena, född 17 maj 1973 i Santiago de Chile, Chile, är en svensk regissör.
Han debuterade 2005 med kortfilmen Ryppar, regisserad tillsammans med Anna Hylander. Filmen belönades samma år med Svenska Filminstitutets och Sveriges Televisions Stora novellfilmspris. Han har därefter regisserat flera TV-filmer och TV-serier, däribland Leende guldbruna ögon (2007), Kommissarie Winter (2010) och Molanders (2013).

## Filmografi
- 2005 – Ryppar
- 2007 – Leende guldbruna ögon (TV-serie)
- 2009 – 183 dagar (TV-serie)
- 2009 – Stenhuggaren
- 2010 – Olycksfågeln
- 2010 – Kommissarie Winter (TV-serie)
- 2011 – En man med litet ansikte
- 2011 – Tystnadens cirkel
- 2012 – 30 grader i februari (TV-serie)
- 2013 – Molanders (TV-serie)

## Priser och utmärkelser
- 2005 – Stora novellfilmspriset